# Назиров, Вагиф Осман оглы
Вагиф Осман оглы Назиров (азерб. Vaqif Osman oğlu Nəzirov; 12 мая 1940, Кедабек, Азербайджанская ССР — 7 марта 2020) — советский и азербайджанский художник-монументалист. Заслуженный деятель искусств Азербайджана (2009), член Союза Художников СССР (1974).

## Биография
Родился 12 мая 1940 года в городе Кедабеке Азербайджанской ССР в семье служащего, участника ВОВ 1941—1945 гг. С 1955-60-е годы учился в городе Баку в художественном училище им. Азим Азимадзе. С 1961-67-е годы получил высшее художественное образование в Тбилисской Государственной Академии Художеств. С 1968 году был приглашен в город Сумгаите на должность главного художника города. На этой должности без перерыва проработал до 2014 года. С 1974 года — член Союза художников СССР, затем — член Союза художников Азербайджана. В 2019 году удостоен почётного звания «Заслуженный деятель искусств Азербайджана». Умер 7 марта 2020 года.

## Творчество
В 1978 году в городе Сумгаите был установлен монумент «Голубь Мира», ставший визитной карточкой города. Его изображение украшает герб города Сумгаит.
В разные годы по проектам Вагифа Назирова в городе Сумгаит были установлены:
- Горельефы поэту Самеду Вургуну, драматургу Джафару Джаббарлы;
- Памятный Комплекс Участникам Великой Отечественный войны 1941—1945;
- Памятник Имамеддину Насими;
- Памятный комплекс композитору Узеиру Гаджибейли;

В последнее время проживал в городе Сумгаите, принимал активное участие в общественной жизни города.

## Галерея

Голубь мира (скульптура)
комплекс[азерб.] композитору Узеиру Гаджибейли